# Daniela Di Giacomo
Daniela Di Giacomo (Caracas, 15 de maio de 1985) é uma modelo e rainha de beleza da Venezuela que venceu o concurso de Miss Internacional 2006 no dia 11 de novembro na China.
Ela foi a quinta miss de seu país a levar esta coroa.

## Biografia
Filha de italianos, Daniela cresceu em Caracas, onde estudava Comunicação Social antes de participar de concursos de beleza.
Atualmente é apresentadora de TV e youtuber.

## Participação em concursos de beleza
Miss Venezuela 2005
Com a faixa de Miss Barinas, Daniela ficou em terceiro lugar no Miss Venezuela, o que lhe deu o direito de participar do Miss Internacional em 2006.
Miss Internacional 2006
Em Pequim, na China, Daniela derrotou outras 52 candidatas e levou a coroa de Miss Internacional 2006.

## Vida após os concursos
Depois de coroar sua sucessora, Daniela terminou sua formação em Comunicação Social e trabalhou como apresentadora na Venevision, Fashion TV e Televen. Atualmente mora em Miami onde trabalha para a TNT Latino-América.
Ela também é youtuber.